# Prefectura apostólica de Xining
La prefectura apostólica de Xining o de Sining (en latín: Praefectura Apostolica Siningensis y en chino: 天主教西宁监牧区) es una circunscripción eclesiástica de la Iglesia católica en China. Se trata de una prefectura apostólica latina, inmediatamente sujeta a la Santa Sede. Desde el 11 de septiembre de 1991 su prefecto apostólico es el obispo Matthias Gu Zheng, aunque para el Anuario Pontificio es sede vacante desde el 13 de agosto de 1969. La Asociación Patriótica Católica China la elevó a diócesis de Xining en fecha desconocida y sin el asentimiento de la Santa Sede.

## Territorio y organización
La prefectura apostólica tiene 728 198 km² y extiende su jurisdicción sobre los fieles católicos de rito latino residentes en la provincia de Qinghai.
La sede de la prefectura apostólica se encuentra en la ciudad de Xining, en donde se halla la catedral de Beishan Sitaizi. Otras comunidades católicas están presentes sobre todo en la parte oriental de la provincia, en las ciudades de Huangzhong, Huzhu, Datong y Golmud.
En 1950 en la prefectura apostólica existían 57 parroquias.

## Historia
La prefectura apostólica fue erigida el 4 de febrero de 1937 mediante la bula Ecclesiae universae del papa Pío XI, obteniendo el territorio del vicariato apostólico di Lanchowfu (hoy arquidiócesis de Lanzhou).
El 5 de septiembre de 1949 el Partido Comunista de China capturó Xining, se impuso en la guerra civil y proclamó la República Popular China el 1 de octubre de 1949. El 4 de septiembre de 1951 China comunista expulsó al nuncio apostólico Antonio Riberi y la Santa Sede continuó reconociendo a la República de China en Taiwán como el legítimo gobierno chino. Todos los misioneros extranjeros fueron expulsados de China comunista en 1952, entre ellos el presbítero Hyeronimus Haberstroh.
La Asociación Patriótica Católica China fue creada con el apoyo de la Oficina de Asuntos Religiosos de la República Popular de China en 1957, con el objetivo de controlar las actividades de los católicos en China. Su nombre público es Iglesia católica china y es referida como la "Iglesia oficial" en contraposición a la "Iglesia subterránea" o "Iglesia clandestina" leal a la Santa Sede.
En el período de 1966 a 1976 la Revolución Cultural se ensañó especialmente contra la religión, destruyéndose numerosas iglesias y cesaron todas las actividades religiosas en la prefectura apostólica. A principios de la década de 1980 la diócesis reanudó sus operaciones.
La Asociación Patriótica Católica China la elevó a diócesis de Xining en fecha desconocida y sin el asentimiento de la Santa Sede.
En 1991 el jesuita Matthias Gu Zheng fue ordenado en secreto como prefecto apostólico de Xining, pero el gobierno chino no lo reconoció. A finales de los años 1990 hubo una disputa entre el clero en la prefectura apostólica de Xining sobre si unirse a la Asociación Patriótica Católica China controlada por el gobierno chino. Para mantener la unidad de la Iglesia y la comunión con el clero, el obispo Gu Zheng siguió el consejo del obispo Fan Zhongliang de la diócesis de Shanghái y regresó a Shanghái. Desde entonces nunca ha regresado a la prefectura apostólica de Xining.
El 22 de septiembre de 2018 se firmó en Pekín el Acuerdo provisional entre la Santa Sede y la República Popular de China sobre el nombramiento de los obispos. El 22 de octubre de 2020 el acuerdo fue prorrogado por otros dos años y en octubre de 2022 por otros dos años más.
Debido a la situación particular de la Iglesia católica en China, la Santa Sede no nombra obispos para las diócesis chinas, que son sedes oficialmente vacantes incluso en presencia de obispos reconocidos por Roma.

## Estadísticas
Según el Anuario Pontificio 2002 la prefectura apostólica tenía a fines de 1950 un total de 4144 fieles bautizados.
| Año                                                                             | Población            | Población | Población      | Sacerdotes | Sacerdotes    | Sacerdotes    | Bautizados por sacerdote | Diáconos permanentes | Religiosos | Religiosos | Parroquias |
| Año                                                                             | Bautizados católicos | Total     | % de católicos | Total      | Clero secular | Clero regular | Bautizados por sacerdote | Diáconos permanentes | Varones    | Mujeres    | Parroquias |
| ------------------------------------------------------------------------------- | -------------------- | --------- | -------------- | ---------- | ------------- | ------------- | ------------------------ | -------------------- | ---------- | ---------- | ---------- |
| 1950                                                                            | 4144                 | 1 000     | 0.4            | 11         |               | 11            | 376                      |                      | 4          | 20         | 57         |
| Fuente: Catholic-Hierarchy, que a su vez toma los datos del Anuario Pontificio. |                      |           |                |            |               |               |                          |                      |            |            |            |

Según la Guide to the Catholic Church in China, en 2014 la prefectura apostólica contaba con poco más de 3000 fieles, 7 iglesias y 4 sacerdotes.

## Episcopologio
- Hyeronimus Haberstroh, S.V.D. † (12 de noviembre de 1937 13 de agosto de 1969 falleció)
  - Sede vacante
  - Matthias Gu Zheng, desde el 11 de septiembre de 1991